# ORI (motorfiets)
Ori is een historisch merk van motorfietsen.
De bedrijfsnaam was: Otto Rierl & Co., Ori-Präzisionswerk, Brake, Westfalen.
Ori was een Duits merk dat lichte motorfietsen met een horizontale 145 cc tweetaktmotor leverde.
Rond 1923, toen de productie van Otto Rierl begon, ontstonden er plotseling honderden kleine Duitse motorfietsmerken, die zich vooral richtten op lichte, betaalbare motorfietsjes. De vraag was echter niet zo groot dat ze bestaansrecht kregen en de meesten konden alleen in de eigen regio verkopen. Bijna allemaal overleefden ze slechts enkele jaren en in 1925 stopte Rierl met zijn productie, tegelijk met meer dan 150 andere merken.